# Are You Afraid of the Dark?
Are You Afraid of the Dark? was een Canadees-Amerikaanse televisieserie. De serie draait om een groep vrienden die een geheim genootschap hebben genaamd The Midnight Society (De Middernacht Sociëteit). Tijdens hun nachtelijke ontmoetingen in een bos vertellen ze rondom een kampvuur horrorverhalen. In Nederland werd het altijd direct na Telekids uitgezonden op RTL 4.

## The Midnight Society
- Gary (gespeeld van 1991 tot 1996 door Ross Hull) is de oprichter van The Midnight Society. Zijn verhalen gaan meestal over objecten die vervloekt zijn en zware gevolgen hebben voor de houders van de objecten en hun naasten.
- Betty Anne (gespeeld van 1991 tot 1996 door Raine Pare-Coull) is een jonge meid met bizarre gedachtes. Haar verhalen gaan meestal over entiteiten van een andere wereld die de wereld van de personages probeert te overheersen.
- Kiki (gespeeld van 1991 tot 1996 door Jodie Resther) is een jongensachtige meid. Haar verhalen gaan vaak over gebieden waar in het verleden bizarre dingen gebeurd zijn.
- Frank Moore (gespeeld van 1991 tot 1995 door Jason Alisharan) is een punker. Zijn verhalen hebben geen vaste lijn behalve dat vaak ene Dr. Vink de antagonist is.
- Tucker (gespeeld van 1993 tot 1996 en van 1999 tot 2000 door Daniel DeSanto) is het jongere broertje van Gary. Zijn verhalen draaien meestal om verstoorde familierelaties die naarmate het verhaal vordert hechter worden. Nadat Gary opstapt als voorzitter van de sociëteit, wordt Tucker voorzitter.
- Sam (gespeeld van 1993 tot 1996 door Joanna Garcia) is een verlegen meisje dat verliefd is op Gary. Haar verhalen gaan meestal over de liefde en de sterke band die deze behoudt ook als één of meerdere personages dood zijn.
- Kristen (gespeeld van 1991 tot 1993 door Rachel Blanchard) is een zeer preutse meid. Haar verhalen gaan meestal over geesten. Voor elk verhaal trekt ze elke keer een speciaal kostuum aan. Ze is verliefd op David.
- David (gespeeld van 1991 tot 1993 door Nathaniel Moreau) is een rustige jongen met een mysterieus karakter. Zijn verhalen gaan vaak over onopgeloste gebeurtenissen en mensen die de consequenties niet aanvaarden van wat ze gedaan hebben
- Stig (gespeeld van 1995 tot 1996 door Codie Wilbee) is een buitenbeentje, voornamelijk vanwege zijn gebrek aan hygiëne. Zijn bijnaam is een afkorting van stigma. Zijn verhalen gaan vaak over buitenbeentje die worden veroordeeld vanwege hun uiterlijk of smaak.
- Eric (gespeeld van 1991 tot 1992 door Jacob Tierney) is een jongen met Ierse voorouders. Zijn verhalen hebben geen vaste lijn.
- Quinn (gespeeld van 1999 tot 2000 door Kareem Blackwell) is een grappenmaker die het vooral leuk vindt om Andy in de maling te nemen. Ook zijn verhalen hebben geen vaste lijn.
- Vange (gespeeld van 1999 tot 2000 door Vanessa Lengies) afkorting van Evangeline, is een wildebras. Ze doet vaak mee met Quinn als hij Andy in de maling neemt. Ook haar verhalen hebben geen vaste lijn.
- Andy (gespeeld van 1999 tot 2000 door David Deveau) ziet eruit als een gemenerik maar is in wezen een heel vriendelijke jongen. Hij wordt vaak gepest door Quinn en Vange met dat hij meer spieren heeft dan hersenen.
- Megan (gespeeld van 1999 tot 2000 door Elisha Cuthbert) is een rijkeluiskindje dat zich niet comfortabel voelt in de bossen. Ze probeert ook meerdere malen om de bijeenkomsten The Midnight Society te verhuizen naar haar veilige achtertuin. Ze sleept later banken naar het kampvuur om het comfortabeler te maken voor de leden.
- Akiko Yamato (gespeeld in 2019 door Miya Cech) geniet van het filmen van home movies en heeft plannen voor het maken van haar eigen enge film. Haar oudere broer Hideo, is een rookie politieagent.

## Boeken
Vanaf 1995 werden er in totaal 23 boeken geschreven onder de titel van de televisieserie. Met uitzondering van Cutter's Treasure en The Nightly Neighbors vertelden deze boeken alle nieuwe verhalen die niet voorkomen in de televisieserie. De boeken zijn enkel uitgegeven in het Engels in Canada en de Verenigde Staten.
1. The Tale of the Sinister Statues (Het verhaal van de sinistere beelden)
2. The Tale of Cutter's Treasure (Het verhaal van Cutters schat)
3. The Tale of the Restless House (Het verhaal van het rusteloze huis)
4. The Tale of the Nightly Neighbors (Het verhaal van de nachtelijke buren)
5. The Tale of the Secret Mirror (Het verhaal van de geheime spiegel)
6. The Tale of the Phantom School Bus (Het verhaal van de spookschoolbus)
7. The Tale of the Ghost Riders (Het verhaal van de geestrijders)
8. The Tale of the Deadly Diary (Het verhaal van het dodelijke dagboek)
9. The Tale of the Virtual Nightmare (Het verhaal van de virtuele nachtmerrie)
10. The Tale of the Curious Cat (Het verhaal van de nieuwsgierige kat)
11. The Tale of the Zero Hero (Het verhaal van de nul held)
12. The Tale of the Shimmering Shell (Het verhaal van de glinsterende schelp)
13. The Tale of the Three Wishes (Het verhaal van de drie wensen)
14. The Tale of the Campfire Vampires (Het verhaal van de kampvuurvampieren)
15. The Tale of the Bad-Tempered Ghost (Het verhaal van de slecht gehumeurde geest)
16. The Tale of the Souvenir Shop (Het verhaal van de souvenirwinkel)
17. The Tale of the Ghost Cruise (Het verhaal van de spook cruise)
18. The Tale of the Pulsating Gate (Het verhaal van de pulserende poort)
19. The Tale of the Stalking Shadow (Het verhaal van de stalkende schaduw)
20. The Tale of the Egyptian Mummies (Het verhaal van de Egyptische mummies)
21. The Tale of the Terrible Toys (Het verhaal van het verschrikkelijke speelgoed)
22. The Tale of the Mogul Monster (Het verhaal van het Mogolse monster)
23. The Tale of the Horrifying Hockey Team (Het verhaal van het afschuwelijk hockeyteam)